# Нови Зеланд на Светском првенству у атлетици на отвореном 2011.
Нови Зеланд је на 13. Светском првенству у атлетици на отвореном 2011. одржаном у Тегу од 27. августа до 4. септембра, учествовао тринаести пут, односно учествовао је на свим светским првенствима одржаним до данас. Репрезентацију Новог Зеланда представљало је 8 атлетичара (6 мушкараца и 2 жене), који су се такмичили у 8 атлетских дисциплина (5 мушких и 3 женске).,
На овом првенству Нови Зеланд је по броју освојених медаља делио 14. место са једном златном медаљом. У табели успешности према броју и пласману такмичара који су учествовали у финалним такмичењима (првих 8 такмичара) Нови Зеланд је делио 36. место са 8 бодова са 1 учесником у финалу.
| Плас. | Земља       | 1. место | 2. место | 3. место | 4. место | 5. место | 6. место | 7. место | 8. место | Бр. финал. | Бод. |
| ----- | ----------- | -------- | -------- | -------- | -------- | -------- | -------- | -------- | -------- | ---------- | ---- |
| =36.  | Нови Зеланд | 1        | 0        | 0        | 0        | 0        | 0        | 0        | 0        | 1          | 8    |

## Учесници
| Мушкарци: - Ник Вилис — 1.500 м - Џејк Робертсон — 5.000 м - Едријен Блинко — 5.000 м - Квентин Рев — ходање 50 км - Стјуарт Фаркуар — Бацање копља - Брент Њудик — Десетобој | Жене: - Ники Хемблин — 800 м, 1.500 м - Валери Адамс — Бацање кугле |  |

## Освајачи медаља (1)

### Злато (1)
- Валери Адамс — бацање кугле

## Резултати

### Мушкарци
| Атлетичар       | Дисциплина   | Лични рекорд | Квалификације  | Квалификације  | Полуфинале           | Полуфинале           | Финале   | Финале       | Детаљи |
| Атлетичар       | Дисциплина   | Лични рекорд | Резултат       | Место          | Резултат             | Место                | Резултат | Место        | Детаљи |
| --------------- | ------------ | ------------ | -------------- | -------------- | -------------------- | -------------------- | -------- | ------------ | ------ |
| Николас Вилис   | 1.500 м      | 3:31,79      | 3:39,24 КВ     | 2. у гр. 1     | 3:37,39 кв           | 7. у гр 2.           | 3:38,69  | 12 / 37 (38) |        |
| Џејк Робертсон  | 5.000 м      | 13:22,38     | 13:27,89 кв    | 12. у гр. 2    |                      |                      | 14:03,09 | 14 / 36 (41) |        |
| Едријен Блинко  | 5.000 м      | 13:10,19     | Није стартовао | Није стартовао | Није се квалификовао | Није се квалификовао |          |              |        |
| Квентин Рев     | 50 км ходање | 4:06:57      |                |                |                      |                      | 4:08:46  | 17 / 25 (45) |        |
| Стјуарт Фаркуар | Бацање копља | 85,35        | 82,10 кв       | 1. у гр. Б     |                      |                      | 78,99    | 11 / 36 (37) |        |

#### Десетобој
| Дисциплина    | Брент Њудик | Брент Њудик | Брент Њудик | Брент Њудик | Брент Њудик | Брент Њудик  |
| Дисциплина    | Лич. рек.   | Резултат    | Бод.        | Плас.       | Укупно      | Плас.        |
| ------------- | ----------- | ----------- | ----------- | ----------- | ----------- | ------------ |
| 100 м         | 10,86       | 11,00       | 861         | 21          |             |              |
| Скок удаљ     | 7,45        | 7,31        | 888         | 12.         | 1.749       | 11.          |
| Бацање кугле  | 14,59       | 13,75       | 719         | 22.         | 2.462       | 17.          |
| Скок увис     | 1,99        | 1,96 ЛРС    | 767         | 21.         | 3.229       | 20.          |
| 400 м         | 49,20       | 49,95       | 817         | 17.         | 4.046       | 18.          |
| 110 м препоне | 14,38       | 14,86       | 867         | 20.         | 4.913       | 22.          |
| Бацање диска  | 47,40       | 45,65       | 780         | 12.         | 5.693       | 19.          |
| Скок мотком   | 4,80        | 4,50        | 760         | 19.         | 6.453       | 18.          |
| Бацање копља  | 64,09       | 55,69       | 673         | 16.         | 7.126       | 18.          |
| 1.500 м       | 4:29,35     | 4:47,30     | 635         | 17.         |             |              |
| Десетобој     | 8.114       |             |             |             | 7.761       | 19 / 22 (30) |

### Жене
| Атлетичарка  | Дисциплина   | Лични рекорд | Квалификације | Квалификације | Полуфинале            | Полуфинале            | Финале                | Финале       | Детаљи |
| Атлетичарка  | Дисциплина   | Лични рекорд | Резултат      | Место         | Резултат              | Место                 | Резултат              | Место        | Детаљи |
| ------------ | ------------ | ------------ | ------------- | ------------- | --------------------- | --------------------- | --------------------- | ------------ | ------ |
| Ники Хемблин | 800 м        | 1:59,66      | 2:02,87 ЛРС   | 5. у гр. 5    | Није се квалификовала | Није се квалификовала | Није се квалификовала | 25 / 35 (36) |        |
| Ники Хемблин | 1.500 м      | 4:04,82      | 4:36,70       | 11. у гр. 1   | Није се квалификовала | Није се квалификовала | Није се квалификовала | 35 / 35      |        |
| Валери Адамс | Бацање кугле | 21,24 НР     | 19,79 КВ      | 1 у гр. А     |                       |                       | 21,24 =РСП, ОКР, СРС  |              |        |